# Loveppears
Albums de Ayumi Hamasaki
A Song for ××
(1999) Duty
(2000)
Remix par Ayumi Hamasaki
Ayu-mi-x
(1999) (...) Ayu-ro mix
(2000)
Singles
1. Whatever
Sortie : 1999
2. Love Destiny
Sortie : 1999
3. To Be
Sortie : 1999
4. Boys and Girls
Sortie : 1999
5. A
Sortie : 1999
6. Appears
Sortie : 1999
7. Kanariya
Sortie : 1999
8. Fly High
Sortie : 2000

Loveppears, stylisé LOVEppears, est le deuxième album studio d'Ayumi Hamasaki sorti sous le label Avex Trax, ou son 3e en comptant son  mini-album sorti en 1995.

## Développement et sortie
Le titre de l'album est un mélange des mots Love (amour) et appears (apparaît), titres de deux des chansons y figurant. Cet album marque le début d'une collaboration avec les compositeurs et arrangeurs Dai Nagao (alias D.A.I) et HΛL (Hal), cependant déjà apparus sur certains des singles de la chanteuse. L'album est contenu dans un boitier CD double taille transparent incluant un deuxième CD en supplément qui comporte cinq titres remixés et divers bonus multimédias. C'est le premier disque de Ayumi Hamasaki comportant le logo « A » stylisé symbolisant l'artiste, dans sa forme définitive ; un logo différent était déjà apparu sur son précédent single A.
L'album sort le 10 novembre 1999 au Japon sous le label Avex Trax, produit par Max Matsuura. Il sort la même année que le précédent album original de la chanteuse : A Song for XX, daté du 1er janvier 2000. Comme lui, il débute à la première place du classement de l'Oricon, et l'occupe pendant trois semaines. Il se vend à 1,4 million d'exemplaires,,,,,, et reste classé pendant 64 semaines, pour un total de 2 562 130 exemplaires vendus durant cette période. Il deviendra le 39e album japonais le plus vendu de tous les temps, et le 3e album le plus vendu de la chanteuse (en 2010). Dans les détails, il se vend à 1 443 490 exemplaires en 1999, devenant le 15e album le plus vendu au Japon en 1999, puis se vend à 1 077 960 exemplaires supplémentaires en 2000, devenant le 15e album le plus vendu en 2000. L'album est aussi édité à Taïwan, à Hong Kong, et en Chine (où il sort aussi au format cassette audio), incluant un poster représentant la pochette de l'album mais avec une faute d'orthographe : « Ayumi Hamamsaki ».

## Chansons
L'album contient quatorze chansons, plus deux interludes musicaux et une quinzième chanson en bonus cachée après le dernier titre de l'album. Seules trois d'entre elles ne figureront pas sur un single. En effet, quatre étaient déjà parues en face A des singles sortis dans l'année : Whatever (dans une version remixée), Love Destiny (avec des paroles différentes et renommée Love Refrain), To Be, et Boys and Girls ; quatre autres (Monochrome, Too Late, Trauma, et End Roll) étaient parues sur le dernier single « quadruple face A » A sorti trois mois auparavant ; deux autres (Appears et Immature) figurent dans des versions différentes sur le single Appears sorti simultanément avec l'album, avec une pochette similaire, seule la teinte de peau et de cheveux de la chanteuse changeant (sombre sur celle du single, mais claire sur celle de l'album). Enfin, fait rare au Japon, deux autres, dont la chanson cachée, seront les face A des deux prochains singles de la chanteuse : Kanariya et Fly High, qui sortiront respectivement un mois après et trois mois plus tard.
Finalement, la chanson P.S II étant une nouvelle version de Powder Snow du précédent album, seules les deux chansons And Then et Who... resteront spécifiques à l'album. Cette dernière servira de chanson de clôture en concert, et figurera aussi sur les compilations A Best sorties en 2001, A Ballads de 2003 ré-enregistrée sous le titre Who... (Across the Universe), et A Complete: All Singles sorti en 2008 en tant que titre bonus, ré-enregistrée sous le titre Who... (10th Anniversary Version) à l'occasion des dix ans de carrière de la chanteuse pour Avex.
Deux chansons sorties en singles sont refaites pour l'album : Love Refrain reprend la musique de Love Destiny mais avec de nouvelles paroles, et Whatever est une version longue de Whatever (Version M) du single Whatever. De même, la chanson P.S II est une suite de Powder Snow de l'album précédent, reprenant la même mélodie mais avec des paroles et arrangements différents. La chanson cachée derrière Who..., partageant la piste N°16 après un blanc sonore, s'avèrera être Kanariya, qui sortira en single un mois plus tard et arrivera 1er à l'Oricon bien que déjà parue en album. Plusieurs chansons sont utilisées pour des campagnes publicitaires : To Be, Immature, Trauma et Monochrome pour la marque de boissons JT Peach Water ; Boys and Girls, And Then et Appears pour la marque de cosmétique Aube ; Too Late pour les scooters Honda Giorno Crea ; et Fly High pour le site web Lycos Japan.

## Liste des titres
Toutes les paroles sont écrites par Ayumi Hamasaki.
| 1.  | Introduction                              | HΛL (Hal)        | HΛL (Hal)              | 1:09 |
| 2.  | Fly High                                  | D.A.I            | HΛL                    | 4:06 |
| 3.  | Trauma                                    | D.A.I            | Naoto Suzuki & D.A.I   | 4:17 |
| 4.  | And Then                                  | Yasuhiko Hoshino | Keisuke Kikuchi        | 4:12 |
| 5.  | immature (Album Version)                  | Kazuhito Kikuchi | HΛL                    | 4:44 |
| 6.  | Boys and Girls                            | D.A.I            | Naoto Suzuki & D.A.I   | 3:54 |
| 7.  | To Be                                     | D.A.I            | Naoto Suzuki & D.A.I   | 5:18 |
| 8.  | End Roll                                  | D.A.I            | Naoto Suzuki & D.A.I   | 4:49 |
| 9.  | P.S II                                    | Hideaki Kuwabara | Akimitsu Honma         | 4:48 |
| 10. | Whatever Dub's 1999 Remix                 | Kazuhito Kikuchi | Izumi « DMX » Miyazaki | 7:20 |
| 11. | Too Late                                  | D.A.I            | Naoto Suzuki & D.A.I   | 4:24 |
| 12. | Appears (Album Version)                   | Kazuhito Kikuchi | HΛL                    | 5:27 |
| 13. | Monochrome                                | D.A.I            | Suzuki & D.A.I         | 4:21 |
| 14. | Interlude                                 | Naoto Suzuki     | Naoto Suzuki           | 0:55 |
| 15. | Love 〜Refrain〜                          | Tsunku           | Naoto Suzuki           | 5:20 |
| 16. | Who...                                    | Kazuhito Kikuchi | Naoto Suzuki           | 5:35 |
| 17. | kanariya (Titre caché en fin de piste 16) | Yasuhiko Hoshino | CPM-Marvin             | 3:52 |

| 1. | Ayu's Euro Mega-Mix (Y&Co. Mix) (ayu's EURO MEGA-MIX (Y&Co.MIX)) | Akira Yokota & Tetsuya Tamura | 9:48 |
| 2. | Ayu's House Mega-Mix (N.S House Mix) (Ayu's House Mega-Mix)      | Shoji Ueda                    | 9:58 |
| 3. | A Song for XX (Millennium Mix) (A Song for ×× (MILLENNIUM MIX))  | Dave Way                      | 4:46 |
| 4. | Powder Snow (Acoustic Orchestra Version) (POWDER SNOW…)          | Atsushi Hattori               | 5:03 |
| 5. | Friend II (Make My Mad Mix) (FRIEND II "MAKE MY MAD MIX")        | HΛL                           | 4:31 |

Extras multimédias
- Vidéos : quinze publicités pour des disques de l'artiste, plus dix autres pour d'autres produits avec sa participation.
- Clip publicitaire pour la vidéo A Film for ××.
- Discographie de l'artiste avec extraits musicaux.
- Photos de l'artiste tirées de magazines.
- Galerie de photographies prises à New York durant le tournage du clip de appears.
- Vingt extraits audio de la voix de l'artiste.
- Lien vers le site officiel.
- Accès internet par le fournisseur d'accès Lycos.